# Каргинское (озеро, Ленинградская область)
Каргинское — пресноводное озеро на территории Винницкого сельского поселения Подпорожского района Ленинградской области.

## Общие сведения
Площадь озера — 1,6 км², площадь водосборного бассейна — 20,3 км². Располагается на высоте 158,6 метра над уровнем моря.
Форма Каргинского продолговатая: оно более чем на два километра вытянуто с севера на юг. Берега каменисто-песчаные, преимущественно возвышенные.
Из северной оконечности озера вытекает протока, впадающая в Кодозеро. Из Кодозера вытекает ручей без названия, в свою очередь, впадающий в Кекозеро, из которого берёт начало река Пётка, впадающая в Чикозеро, из которого берёт начало река Паданка, впадающая в реку Шокшу. Шокша, в свою очередь, впадает в реку Оять, левый приток Свири.
С востока в Каргинское впадает протока, вытекающая из Оёзера. С юга — протока из Легмозера.
Ближе к северной оконечности озера расположены два небольших острова без названия.
К западу от озера проходит лесная дорога.
Населённые пункты вблизи водоёма по данным 1977 года отсутствуют. По состоянию на 1967 год на западном берегу находилось две деревни: Сергеевское и Анхимовское.
Код объекта в государственном водном реестре — 01040100811102000015777.